# Hunghung
Hunghung är en fiktiv stad skapad av Terry Pratchett.

## Fakta
Hunghung är huvudstad i Agateanska Imperiet. Staden regeras av en kejsare, som också bor i staden. Staden tas i Spännande tider över av Cohen Barbaren och hans Silverhord. Regenten bor i stadsdelen Den förbjudna staden.